# Molite bratje!
Molite bratje! je novi prekmurski molitvenik, ki ga je najprej napisal Jožef Radoha 1929, potem ga je povečal Jožef Sakovič dolnjeseniški župnik 1930. Med dvema molitvenikama je razlika, da v drugi izdaji Sakovič je nazaj postavil mnogo prekmurskih besed, dokler je Radoha v prvi knjigi nadomeščal s slovenskimi izrazi.
Vir molitvenika je bil ena knjižna slovenska knjiga z istim naslovom Molite bratje! ki je izšla v Ljubljani 1925, kot povzet iz spisov Janeza Krstnika Marije Vianneya, ki ga je papež Pij IX. istega leta razglasil za svetnika, leta 1929 pa za zavetnika vseh dušnih pastirjev.
Radoha, ki je bil murskosoboški ravnatelj Martinišča leta 1929, pa ga prevedel (oz. prepisal) v prekmurščino.
21. januarja, 1929 je pisal v njegovem pismu škofijskemu ordinariatu, v Maribor, da brezovčan Ivan Zver, ki je imel tiskarno v Soboti, ga je prosil, naj preve v prekmurski jezik Molite bratje! Radoha je bil voljan to prevzeti, če mu ordinariat dovoli. Zveru pa je pisal, da se je odločil natisniti in založiti Molite bratje! v njihov jezik. „K temu so me naginili naši ljudje, kateri sicer radi čitajo in v glávnem tudi razumejo književno slovenščino vendar pa je veliko besed in oblik, ki jim delajo težave.”
Ampak Radoha je samo s pomočjo Zvera mogel izdati molitvenik, ker Kovačič najprej je pisal Radohi, da zlasti stvarni nedosledki ne popravijo, molitvenik ne more dobiti dovoljenja za tisk. Na Zverov dopis je škofijski ordinariat odgovoril 23. avgusta Radohi, da molitvenik je dobil cerkveno dovoljenje za tisk.
Molite bratje! je izšel v 2000 izvodih. Kljub temu, da je imel nekaj knjižnih napak, je bil tekom pol leta razprodan. Da bi bil omenjeni molitvenik v bolj čisti prekmurščini, ga je poslal Zver korekturo Sakoviču na Dolnji Senik. Zver je pisal Sakoviču, da Radoha ne zna dobro prekmurščine, zato malo treba molitvenik korigirati. Sakovič je večkrat izdal molitvenik in evangelij Mikloša Küzmiča, kjer je prizadeval si renovirati knjižno prekmurščino. Sakovič se je lotil popravljanja besedil drugih avtorjev, to si lahko ogledamo na primeru pesmarice Jožefa Pustaija Krscsánszko katholicsánszke cerkvene peszmi (1893). Prav tako odseva bogatenje prekmurskega jezika iz Molitvene knige, ki je pravi zaklad domačih prekmurskih izrazov, napr. prevod sedmih psalmov, ki jih je prevajal znova (ni bil njegov vir Aleksander Terplan). Sakovič je v madžarskem jeziku pisal prošnjo sombotelski škofiji 16. januarja, 1930 o molitveniku Molite bratje!: „Ker pa naklada te knjige že pojema, me je izdajatelj prosil, naj knjigo popravim… Vse to sem vestno opravil in sedaj predložim knjigo pred prevzvišnega in prečastitega gospoda škofa s ponižno prošnjo, da jo blagovoli odobriti in dovoliti njeno novo izdajo.”
Molite bratje! je Sakovič dopolnil in popravil, dokler Franc Rogač ga je ocenil in presodil. Rogač je napisl 19. januarja, 1930, da natisu knjige nič ne nasprotuje, tako János Mikes škof je dal dovoljenje. Novi Molite bratje! so izdali v 4000 izvodih. Dodal je mašo v čast Rešnjemu telesu in molitve k Srcu Jezušovemu. Molitvenik je v petih letih že tako rekoč pošel, zato je Zver pripravljal njegovo izdajo, medtem pa je Sakovič že bil mrtev. Maks Veber mariborski administrator je zopet dal dovoljenje za tisk. Preden bi ordinariat v Mariboru dal dovoljenje za tretjo izdajo, se je z dopisom obrnil na rimskokatoliški dekanijski urad v Soboti, na dekana Janoša Slepca. Pri tem je ordinariat zanimala predvsem resnična potreba po natisu knjige v jeziku Slovenske krajine, ker naj preposto ljudstvo ne bi razumelo uradnega slovenskega jezika, in ali je navedeni molitvenik zaradi pokrajinskega jezika, v katerem je tiskan, resnično tako priljuben med ljudmi ter tako potreben za sodelovanje ljudi z mašnikom pri liturgičnih opravilih, da bi se nova naklada molitvenika priporačala. Slepec je tako menil, da je resnična potreba ponatisa v prekmurščini, ker stari ljudje res ne obvladajo slovenskega knjižnega jezika. Pa tudi priljubljenost molitvenika v prekmurščini se vidi tudi iz tega, da je prva naklada že pošla; je pa tudi neki prehod med prekmurščino in slovenščino.
Škofijski ordinarijat je dovoljenje za natis nespremenjenega Sakovičevega molitvenika iz leta 1930 posredoval dekanijskemu uradu v Murski Soboti 14. maj, 1936 pod tremi pogoji, da ostane tretja izdaja knjige neipremenja, tj. da se molitveniku v tekstu ničesar ne pridopa niti ne izpusti. Dovoljeni so pa jezikovni popravki. Drugi pogoj je, da se knjiga natisne z velikimi, mastnimi črkami, ker je namenjena predvsem za starejše ljudi. Tretji pogoj pa je, da tiskovno dovoljenje naj se označi na prvi strani knjige, dobesedno kakor sledi: Štev. 720/1 Z dovoljenjem Apostolske Administracije v Mariboru.
Dühovno obhajilo

Moj Jezuš, živo verjem, da si v sakramenti presvetoga Rešnjega tela istinsko navzoči, — i te ponizno molim. — Lübim te nad vse — i zato obžalüjem vse moje grehe. — Rajši ščem vse pretrpeti, kak tebe gda po grehi zgübiti. — Moja düša hrepeni po tebi, moj Bog. — Ar te pa zdaj v sakramenti nemrem sprejati, pridi moje srce bar s svojov miloščov. — Pridi, — spremem te v istini navzočega — i se popunoma sklenem s tebov. — Ne dopüsti, ka bi se gda ločo od tebe. Amen.